# Małe pieski preriowe
Małe pieski preriowe (ang. Little Prairie Dogs) – brytyjski serial popularnonaukowy, w Polsce emitowany był na kanale CBeebies w latach 2011–2014.

## Fabuła
Tłem serialu „Małe pieski preriowe” są północnoamerykańskie prerie. To tu żyje stadko zabawnych młodych piesków preriowych. Poznajemy je, gdy po raz pierwszy wychodzą ze swej podziemnej nory. Wraz z nimi będziemy odkrywać świat, pełen przeróżnych stworzeń.

## Obsada
- Sean Connolly – samce piesków preriowych
- Kate Sachs – samice piesków preriowych[2]

## Spis odcinków
| N°  | Nieoficjalny polski tytuł | Angielski tytuł             |
| --- | ------------------------- | --------------------------- |
| 1.  | Mała szkoła preriowa      | Little Prairie School       |
| 2.  | Festiwal prerii           | The Prairie Festival        |
| 3.  | Poznaj sąsiadów           | Meet the Neighbours         |
| 4.  | Sowa i piesek preriowy    | The Owl and the Prairie Dog |
| 5.  | Odkurzanie i czyszczenie  | Dusting and Cleaning        |
| 6.  | Zabawa i gry              | Fun and Games               |
| 7.  | Niespodzianki urodzinowe  | Birthday Surprises          |
| 8.  | Pada lub świeci           | Rain or Shine               |
| 9.  | Piknik preriowy           | Prairie Picnic              |
| 10. | Kolory tęczy              | Colours of the Rainbow      |